# 百劫紅顏
百劫紅顏是法國作家安·古隆於1950年開始撰寫的羅曼史小說系列，描述17世紀的法國女子安琪莉波瀾起伏的非凡人生。

## 劇情概要
安琪莉·桑塞·德·蒙特婁是出身於法國西部的貴族少女，為了挽救貧窮的家族，她不情願地嫁給了富有的伯爵喬佛里·德·佩拉克。伯爵比安琪莉大12歲，臉上帶著可怕的疤痕、跛腳，還有傳言他使用巫術，安琪莉起初拒絕與看似古怪的丈夫同房，但隨著時間過去，她發現伯爵不僅體貼，而且才華橫溢，深諳科學、音樂等知識，兩個人成了真正心意相通的夫妻。可是富可敵國的伯爵為國王路易十四所忌憚，最終遭陷害判處死刑，安琪莉盡一切努力卻來不及救下丈夫，她發誓要重振佩拉克家的榮譽，帶著兩人的孩子踏上冒險之途。

## 出版書籍
- Angélique: Marquise of the Angels（Angélique, marquise des anges, 1957）
- Angélique: The Road to Versailles（Angélique: le Chemin de Versailles, 1958）
- Angélique and the King（Angélique et le Roy, 1959）
- Angélique and the Sultan（Indomptable Angélique, 1960）
- Angélique in Revolt（Angélique se révolte, 1961）
- Angélique in Love（Angélique et son amour, 1961）
- The Countess Angélique（Angélique et le Nouveau Monde, 1964）
- The Temptation of Angélique（La Tentation d'Angélique, 1966）
- Angélique and the Demon（Angélique et la Démone, 1972）
- Angélique and the Ghosts（Angélique et le Complot des Ombres, 1976）
- Angélique à Québec（1980）
- Angélique, la Route de l'Espoir（1984）
- La Victoire d'Angélique（1985）

## 改編

### 電影
- 由伯納德·博德執導，蜜雪兒·梅茜主演：
  - 百劫紅顏（1964）
  - 百劫紅顏二：絕代佳人（1965）
  - 百劫紅顏未了情（1966）
  - 百劫紅顏尋夫記（1967）
  - 百劫紅顏完結篇-傾國傾城（1968）
- 由亞歷·桑頓執導，諾拉·艾妮詹德主演：
  - 紅顏奪命（2013）

### 漫畫
由漫畫家木原敏江改編（台譯書名：貴婦人），於1977年至1979年間在秋田書店《Princess》雜誌上連載。

### 舞台劇
由寶塚歌劇團推出，基於木原敏江的漫畫改編，脚本、演出為柴田侑宏。 
- 月組公演『アンジェリク』-炎の恋の物語-（1980）
- 雪組公演『青き薔薇の軍神』-アンジェリクⅡ-（1980）